# 崇興
崇興（?—?），满州镶蓝旗人，清朝政治人物。
道光14年（1834年），擔任清朝遵义府婺川縣知縣。后由馮紹彭接任。